# Waldbach (Waldbach-Mönichwald)
Waldbach è una frazione di 698 abitanti del comune austriaco di Waldbach-Mönichwald, nel distretto di Hartberg-Fürstenfeld (Stiria). Già comune autonomo, il 1º gennaio 2015 è stato fuso con il comune di Mönichwald per costituire il nuovo comune.